# Kreuztaler Hütte

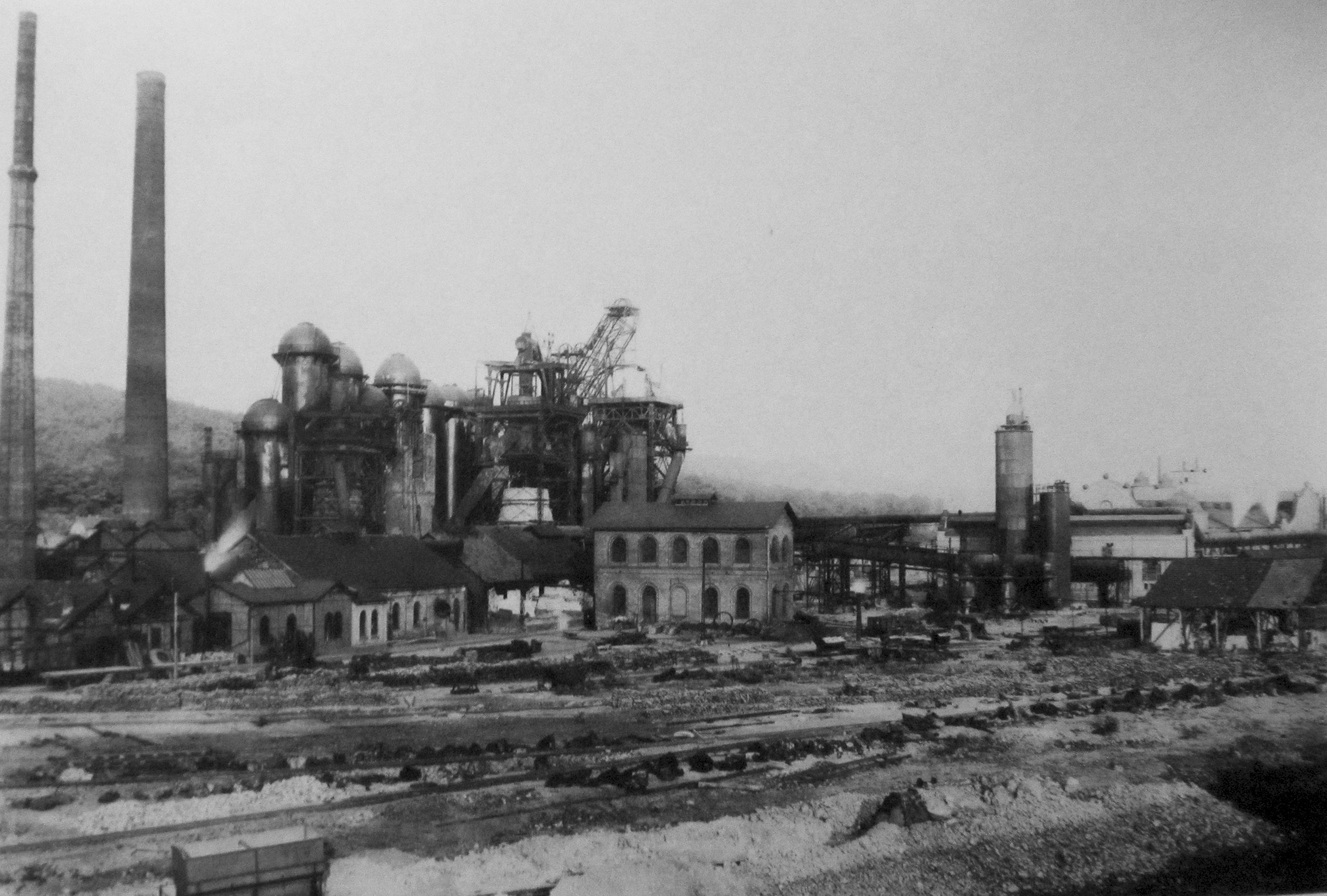
Die Kreuztaler Hütte um 1900, fotografiert von Peter Weller (1868–1940)

Die Kreuztaler Hütte war eine Eisenhütte zwischen Langenau (Buschhütten) und Ernsdorf bzw. Kreuztal im Kreis Siegen im heutigen Nordrhein-Westfalen.

## Geschichte
Nach dem Bau der Eisenbahnlinie wurde die Hütte im Jahr 1865 gegründet. 1867, 1870 und im Jahr 1900 wurden die Hochöfen erstmals angeblasen. Zu Anfang des 20. Jahrhunderts bemühte sich der Vorstand der Hütte um die Ansiedelung gewinnbringender, metallweiterverarbeitender Betriebe. 1903 wurde eine Fabrik zur Verwertung der anfallenden Schlackensande errichtet. Beteiligte Betreiber der drei Hochöfen waren die Müsener Hüttenbetriebe, das königliche Hüttenwerk Lohe (Kredenbach) und ab 1916 die Burgholdinghausener Rohstahlhütte. In diesem Jahr erfolgte die Übernahme durch die von Friedrich Flick geführte Charlottenhütte in Niederschelden. 1917 erreichte die Kreuztaler Hütte mit knapp 300 Arbeitern die höchste Jahresproduktion in ihrer Geschichte von 130.000 t Roheisen. Hüttendirektor Heinrich Dresler plante die Angliederung eines Siemens-Martin-Ofens und eines Walzwerks, das konnte jedoch nicht mehr verwirklicht werden.
Aufgrund zurückgehender Absätze siegerländer Roheisens sowie der Weltwirtschaftskrise musste die Kreuztaler Hütte im Jahr 1928 stillgelegt werden. Nach der Stilllegung ging die Hütte an die Vereinigten Stahlwerke AG über, 1930/31 folgte der Abriss der Gebäude. In diesem Jahr wurde auch der Haupterzlieferant der Hütte, die Müsener Grube Stahlberg, stillgelegt.